# Discografia di Boro
La discografia di Boro, rapper italiano, è costituita da due album in studio e ventinove singoli (inclusi quelli come artista ospite), pubblicati dal 2017.

## Album in studio
| Anno | Titolo | Classifiche |
| Anno | Titolo | ITA         |
| ---- | --- | ----------- |
| 2021 | Caldo (con MamboLosco) - Pubblicato: 3 luglio 2020 - Etichetta: Universal - Formati: CD, download digitale, streaming | 4           |
| 2024 | Bendicion - Pubblicato: 14 settembre 2023 - Etichetta: Universal - Formati: CD, download digitale, streaming          | 17          |

## Singoli

### Come artista principale
| Anno                                                         | Titolo                                       | Classifiche | Certificazioni     | Album di provenienza |
| Anno                                                         | Titolo                                       | ITA         | Certificazioni     | Album di provenienza |
| ------------------------------------------------------------ | -------------------------------------------- | ----------- | ------------------ | -------------------- |
| 2017                                                         | Rapper gamberetti                            | —           |                    | /                    |
| 2018                                                         | Money Rain (feat. Younggucci)                | —           | - ITA: Oro         | /                    |
| 2018                                                         | Trapper                                      | —           |                    | /                    |
| 2019                                                         | Star                                         | —           |                    | /                    |
| 2019                                                         | Lento (con MamboLosco e Don Joe)             | —           |                    | Caldo                |
| 2020                                                         | Nena (feat. Geolier)                         | 15          | - ITA: Platino     | Caldo Bendicion      |
| 2020                                                         | Mes amis (con MamboLosco)                    | —           |                    | Caldo                |
| 2020                                                         | Obsesionada (feat. Fred De Palma)            | —           |                    | /                    |
| 2021                                                         | Que tal (feat. Cara)                         | —           |                    | /                    |
| 2021                                                         | 35                                           | —           |                    | /                    |
| 2021                                                         | Non dirmi non puoi                           | —           |                    | /                    |
| 2022                                                         | Nena 2                                       | —           |                    | /                    |
| 2022                                                         | El amor (feat. VillaBanks e Fred De Palma)   | —           |                    | /                    |
| 2022                                                         | Paura e soldi (con Don Joe e Timongothekeys) | —           |                    | /                    |
| 2023                                                         | Delincuente (con Elettra Lamborghini)        | —           |                    | Bendicion            |
| 2023                                                         | Coco Chanel (feat. Oriana)                   | —           |                    | Bendicion            |
| 2023                                                         | Cadillac (feat. Artie 5ive)                  | 1           | - ITA: Platino (2) | Bendicion            |
| 2023                                                         | Cheerleader (feat. MamboLosco)               | —           |                    | Bendicion            |
| 2024                                                         | SOS (feat. Don Pero)                         | —           |                    | /                    |
| 2025                                                         | A casa (con Tony Boy)                        | 45          |                    | /                    |
| "—" indica una pubblicazione non classificata in quel paese. |                                              |             |                    |                      |

### Come artista ospite
| Anno                                                         | Titolo                                                            | Classifiche | Classifiche | Classifiche | Classifiche | Classifiche | Classifiche | Certificazioni                                               | Album di provenienza |
| Anno                                                         | Titolo                                                            | ITA         | BEL (FL)    | BEL (WA)    | FRA         | NLD         | SWI         | Certificazioni                                               | Album di provenienza |
| ------------------------------------------------------------ | ----------------------------------------------------------------- | ----------- | ----------- | ----------- | ----------- | ----------- | ----------- | ------------------------------------------------------------ | -------------------- |
| 2019                                                         | L'ultima spiaggia (Jvli feat. Shade e Boro)                       | —           | —           | —           | —           | —           | —           |                                                              |                      |
| 2019                                                         | Male (Samurai Jay feat. Boro)                                     | —           | —           | —           | —           | —           | —           |                                                              |                      |
| 2019                                                         | Twerk (MamboLosco feat. Boro)                                     | 12          | —           | —           | —           | —           | —           | - ITA: Platino                                               | Arte                 |
| 2019                                                         | Jingle Bell Trap (Don Joe feat. Boro, Enzo Dong e Giuliano Palma) | —           | —           | —           | —           | —           | —           |                                                              | /                    |
| 2019                                                         | Come stai bro? (Oliver Green feat. Boro)                          | —           | —           | —           | —           | —           | —           |                                                              | /                    |
| 2021                                                         | Rompo (VillaBanks feat. Boro)                                     | 57          | —           | —           | —           | —           | —           | - ITA: Platino                                               | Filtri + nudo        |
| 2022                                                         | Suavemente (Soolking feat. Boro)                                  | 17          | 22          | 5           | 1           | 125         | 6           | - BEL: Platino - CAN: Oro - FRA: Diamante - ITA: Platino (2) | /                    |
| 2023                                                         | Luna (Neves17 feat. Boro e Sarodj)                                | —           | —           | —           | —           | —           | —           |                                                              | /                    |
| 2023                                                         | La mula (Axell feat. Boro)                                        | —           | —           | —           | —           | —           | —           |                                                              | /                    |
| "—" indica una pubblicazione non classificata in quel paese. |                                                                   |             |             |             |             |             |             |                                                              |                      |

## Altri brani entrati in classifica e/o certificati
| Anno | Titolo                                        | Classifiche | Album di provenienza |
| Anno | Titolo                                        | ITA         | Album di provenienza |
| ---- | --------------------------------------------- | ----------- | -------------------- |
| 2020 | Va così (con MamboLosco feat. Dark Polo Gang) | 93          | Caldo                |
| 2020 | Twerk RMX (con MamboLosco feat. Anna)         | 95          | Caldo                |
| 2020 | Lento RMX (con MamboLosco feat. Lola Índigo)  | 80          | Caldo                |

## Collaborazioni
| Anno                                                         | Titolo                                              | Classifiche | Album di provenienza         |
| Anno                                                         | Titolo                                              | ITA         | Album di provenienza         |
| ------------------------------------------------------------ | --------------------------------------------------- | ----------- | ---------------------------- |
| 2019                                                         | Uebe (Fred De Palma feat. Boro)                     | —           | Uebe                         |
| 2020                                                         | No Stupid (Dark Polo Gang feat. Boro e Samurai Jay) | 14          | Dark Boys Club               |
| 2020                                                         | Tu mi fai (Rosa Chemical feat. Boro)                | —           | Forever                      |
| 2020                                                         | Andale (Niko Pandetta feat. Boro e MamboLosco)      | —           | Revenge                      |
| 2020                                                         | Maldito amor (Samurai Jay feat. Boro)               | —           | Lacrime                      |
| 2020                                                         | Nel club (Peppe Soks feat. Boro)                    | —           | Stella del sud               |
| 2021                                                         | Hasta la vista (Nerone feat. Boro)                  | —           | Maxtape                      |
| 2021                                                         | Margiela (Fred De Palma feat. Boro)                 | —           | Unico                        |
| 2021                                                         | Un pezzo di me (DJ Matrix feat. Boro e J-Ax)        | —           | Musica da giostra - Volume 8 |
| 2021                                                         | Criminale (2nd Roof feat. Boro e Salva)             | —           | Rooftop Mixtape 1            |
| 2022                                                         | Fierr e Kalash (Niko Pandetta feat. Boro)           | —           | Bella vita                   |
| 2023                                                         | Sola (Don Joe feat. Boro)                           | —           | Don dada                     |
| 2023                                                         | Bella (VillaBanks feat. Boro)                       | —           | VillaBanks                   |
| "—" indica una pubblicazione non classificata in quel paese. |                                                     |             |                              |